# Matra Sports

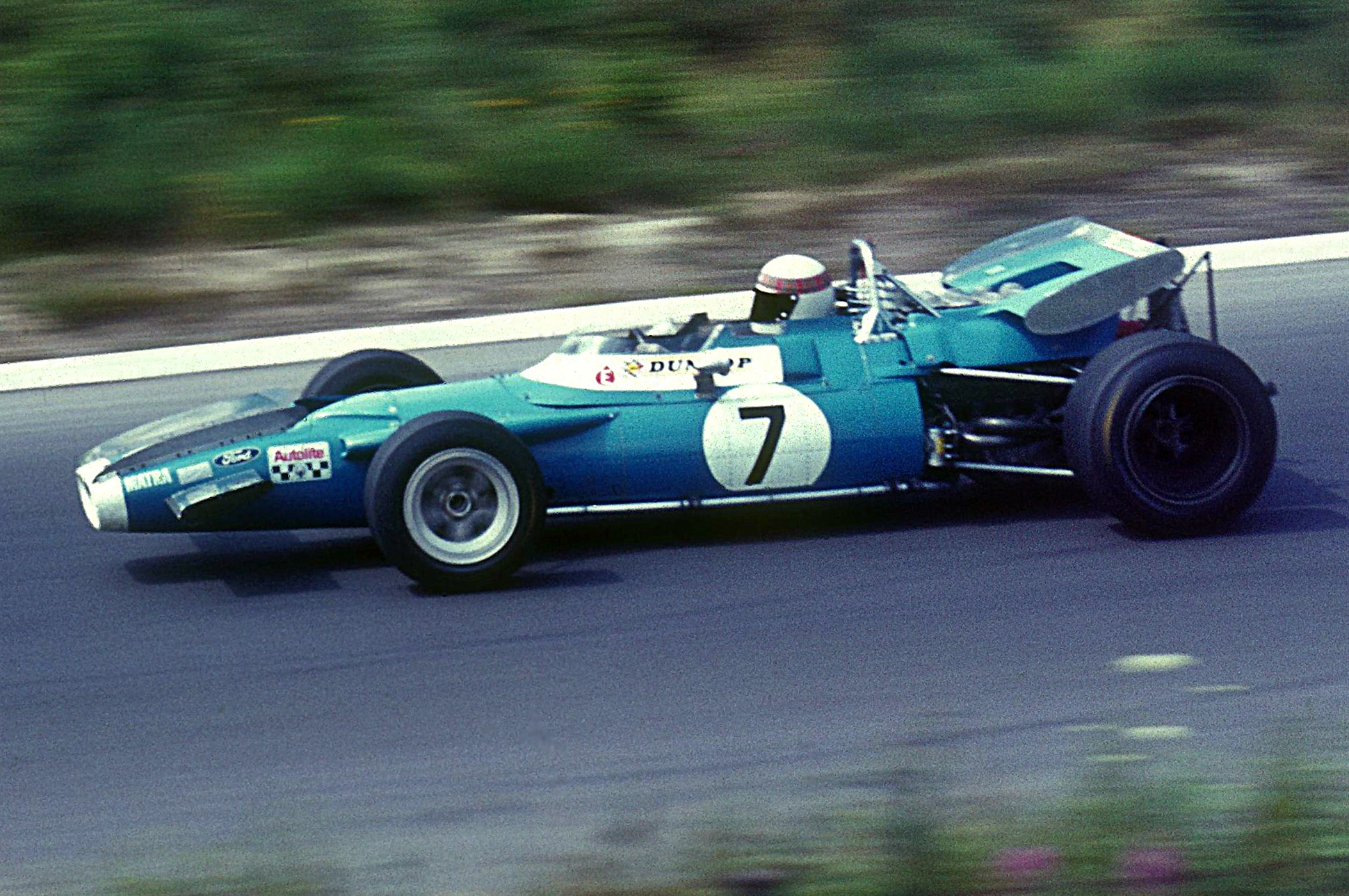
Matra MS80

Matra Sports was een Frans constructeur van sportwagens en Formule-1-racewagens, onderdeel van het Franse conglomeraat Matra. Ze waren actief als autoproducent en in de racerij vanaf het moment dat de failliete boedel van René Bonnet werd overgenomen in 1964, tot ze zich terugtrokken uit de racerij in 1974. Hierna was Matra tot 2003 nog actief als onafhankelijk autoproducent Matra Automobile.

## Formule 1

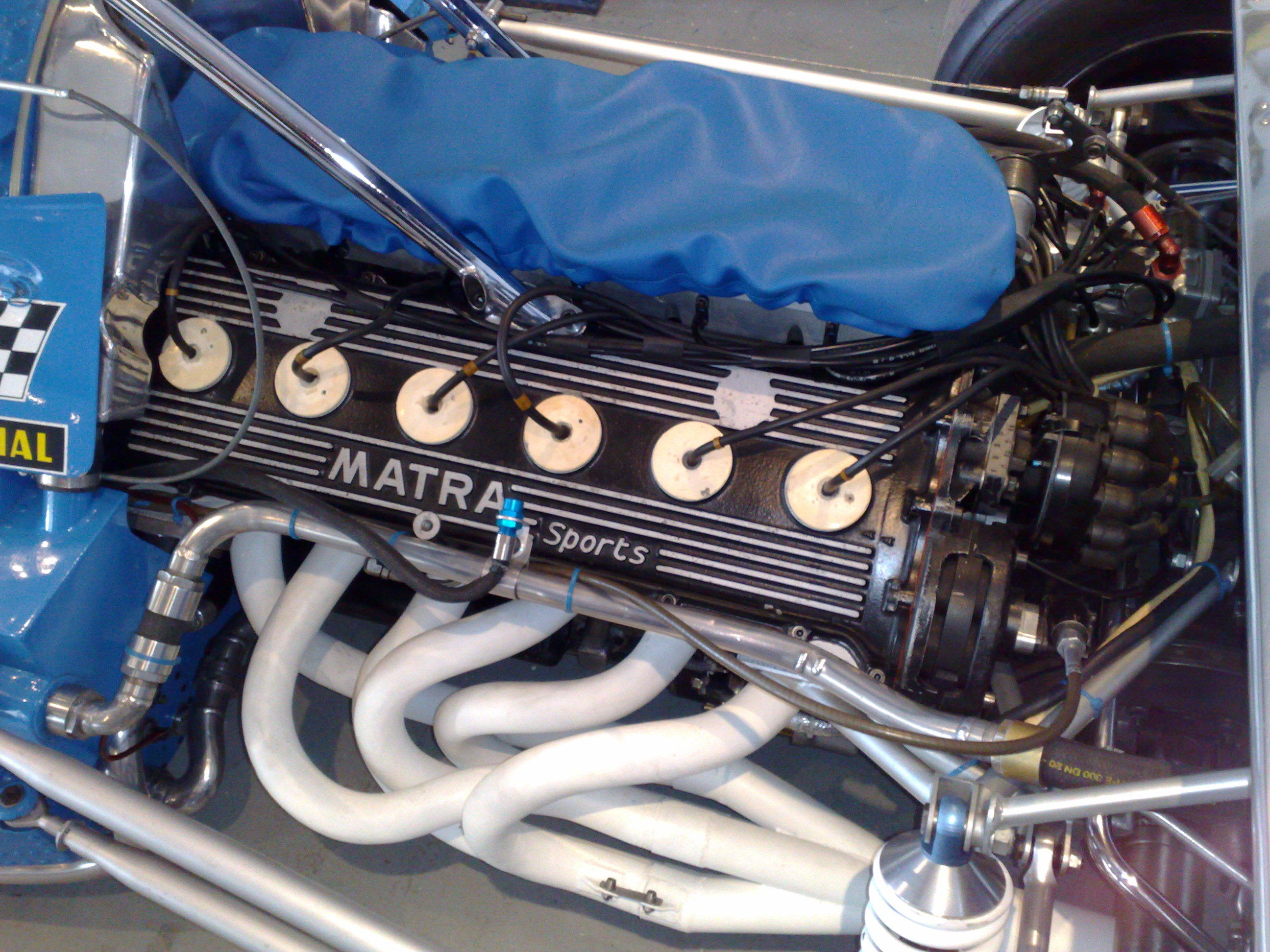
Matra V12-motor

In 1967 startte Matra met de ontwikkeling van een 3 liter V12-motor, daarbij geholpen door sponsor elf en een subsidie van de Franse regering ter grootte van 6 miljoen Franse francs. In het Formule-1-seizoen 1968 werd de motor voor het eerst ingezet in, met een Matra MS11-chassis en Jean-Pierre Beltoise achter het stuur. Tegelijkertijd reed een andere Formule-1-wagen met een Matra MS10-chassis en een Ford-motor met Jackie Stewart achter het stuur en Ken Tyrrell als teambaas. Het team heette Matra International en stond los van het Matra Sports fabrieksteam.
In 1969 won Matra de Formule-1 voor constructeurs, toen Jackie Stewart met een Matra MS80 dit seizoen winnend afsloot. Dit was op het chassis na een louter Britse aangelegenheid: de wagen van Tyrrell's Matra International was voorzien een Cosworth V8-motor en zowel Tyrrell als Stewart komen uit het Verenigd Koninkrijk.
In 1970 nam Matra deel met een Frans F1-team (zowel chassis als V12-motor van Matra), maar echt grote successen bleven uit. Aan het eind van 1972 stopte de Equipe Matra met Formule-1, al behaalde Chris Amon in 1971 nog een overwinning in de (niet voor het wereldkampioenschap meetellende) GP van Argentinië in een Matra MS120.

## Le Mans
In 1972, 1973 en 1974 werd de 24 uur van Le Mans gewonnen door Matra.
Eind 1974 trok Matra zich definitief terug uit de racerij. Het team onder leiding van Gerard Ducarouge en de V12-motor kwamen bij Ligier terecht, waar Jacques Laffite in 1977 uiteindelijk een volledig Franse GP-overwinning mee behaalde.

## Racewagens
- Matra MS10
- Matra MS11
- Matra MS80
- Matra MS120
- Matra MS620
- Matra MS630
- Matra MS650
- Matra MS670

## Sportwagens
- Matra-Bonnet Djet, Matra Sports Jet
- Matra Sports 530A, Matra Sports M530LX/M530SX